# Джемма Мессі
Дже́мма Ме́ссі (англ. Gemma Massey; 30 вересня 1984 року, Темворт, Англія) — англійська порноакторка та модель.

## Біографія
Мессі працювала стоматологічною медсестрою до переходу в порноіндустрію. Вона працювала для кількох таблоїдних газет, а також позувала для порножурналів. Пізніше переїхала до Лос-Анджелеса, де є однією з небагатьох британських порноакторок.